# Área metropolitana de Lynchburg
El área metropolitana de Lynchburg o Área Estadística Metropolitana de Lynchburg, VA MSA, como la denomina la Oficina del Censo de los Estados Unidos, es un Área Estadística Metropolitana centrada en la ciudad de Lynchburg, estado de Virginia, en Estados Unidos. Su población según el censo de 2010 es de 252.634 de habitantes, convirtiéndola en la 180.º área metropolitana más poblada de los Estados Unidos.

## Composición
El área metropolitana está compuesta por:
2  ciudades independientes, junto con su población según los resultados del censo 2010:
- Bedford – 6.222 habitantes
- Lynchburg – 75.568 habitantes

y 4 condados, junto con su población según los resultados del censo 2010:
- Amherst – 32.353 habitantes
- Appomattox – 14.973 habitantes
- Bedford – 68.676 habitantes
- Campbell – 54.842 habitantes

## Principales ciudades del área metropolitana
Ciudad principal o núcleo
- Lynchburg

Comunidades con más de 10.000 habitantes
- Madison Heights
- Timberlake

Comunidades con 1.000 a 10.000 habitantes
- Altavista
- Amherst
- Appomattox
- Bedford
- Brookneal
- Forest
- Rustburg

Comunidades con 1.000 a 10.000 habitantes
- Pamplin City